# Charles Armand René de La Trémoille
 (février 2020).
Si vous disposez d'ouvrages ou d'articles de référence ou si vous connaissez des sites web de qualité traitant du thème abordé ici, merci de compléter l'article en donnant les références utiles à sa vérifiabilité et en les liant à la section « Notes et références ».
 (février 2020).
Charles V Armand René de La Trémoille,  que l'on trouve également écrit de La Trémouille, né le 14 janvier 1708 à Paris et mort le 23 mai 1741 à Paris, est le fils de Charles Louis Bretagne de La Trémoille et de Marie Madeleine Motier de la Fayette.

## Titres
- 7e duc de Thouars : 1719-1741

Charles V de La Trémoïlle est pair de France, duc de La Trémoille, prince de Tarente, comte de Laval et de Montfort. Premier gentilhomme de la Chambre du roi, chevalier de l'ordre du Saint-Esprit le 14 mai 1726.

## Biographie
C'est un officier français. Il est président-né des États de Bretagne.
En 1717, il devient premier gentilhomme de la chambre du Roi, en 1719, gouverneur de Pont-Rémy.
Il entra jeune au service militaire et devint à l'âge de 18 ans colonel du régiment de Champagne. il se distingua à la bataille de Guastalla, en Italie, puis en 1728 colonel commandant du régiment de La Trémouille et il fut nommé peu de temps après, en 1734, brigadier des armées du roi. En 1741, il devient gouverneur et lieutenant-général en Ile-de-France.
Il est l'auteur de quelques ouvrages qui lui méritèrent une place à l'Académie française. C'est ainsi qu'il est élu membre de l'Académie française le 13 février 1738 (fauteuil 9).

## Mariage et descendance
Il se marie le 29 janvier 1725 avec sa cousine Marie Hortense de La Tour d'Auvergne. Née le 27 janvier 1704, elle est la fille de Marie Armande de La Trémoille (1677-1717) et d'Emmanuel-Théodose de la Tour d'Auvergne, duc de Bouillon et vicomte de Turenne (1668-1730).
Marie-Hortense, tout comme son époux ont pour aïeul Charles Belgique Hollande de La Trémoille.
De cette union est né un fils :
- Jean-Bretagne-Charles-Godefroy de La Trémoille.